# Эретиевые
Эретиевые (лат. Ehretiaceae) — семейство покрытосеменных двудольных растений порядка Бурачникоцветные (Boraginales).

## Таксономия
Семейство включает 7 родов (около 150 видов):
- Bourreria P.Browne
- Cortesia Cav.
- Ehretia P.Browne typus — Эретия, или Эреция
- Halgania Gaudich.
- Lepidocordia Ducke
- Rochefortia Sw.
- Tiquilia Pers.